# Алекс Шоке
Алекс Шоке (угор. Alex Szőke; нар. 3 березня 2000) — угорський борець греко-римського стилю, срібний призер чемпіонату світу, срібний призер Кубку світу, учасник Олімпійських ігор, багаторазовий чемпіон та призер чемпіонатів Європи і світу у молодших вікових групах.

## Спортивні результати на міжнародних змаганнях

### Виступи на Олімпіадах
| Змагання                    | Збірна   | Вагова категорія                 | Місце |
| --------------------------- | -------- | -------------------------------- | ----- |
| Літні Олімпійські ігри 2020 | Угорщина | греко-римська боротьба, до 97 кг | 5     |

### Виступи на Чемпіонатах світу
| Змагання                        | Збірна   | Вагова категорія                 | Місце  |
| ------------------------------- | -------- | -------------------------------- | ------ |
| Чемпіонат світу з боротьби 2021 | Угорщина | греко-римська боротьба, до 97 кг | Срібло |
| Чемпіонат світу з боротьби 2022 | Угорщина | греко-римська боротьба, до 97 кг | 11     |

### Виступи на Чемпіонатах Європи
| Змагання                         | Збірна   | Вагова категорія                 | Місце |
| -------------------------------- | -------- | -------------------------------- | ----- |
| Чемпіонат Європи з боротьби 2020 | Угорщина | греко-римська боротьба, до 97 кг | 9     |

### Виступи на Кубках світу
| Змагання                    | Збірна   | Вагова категорія                 | Місце  |
| --------------------------- | -------- | -------------------------------- | ------ |
| Кубок світу з боротьби 2020 | Угорщина | греко-римська боротьба, до 97 кг | Срібло |

### Виступи на інших змаганнях
| Змагання                                                       | Збірна   | Вагова категорія                 | Місце  |
| -------------------------------------------------------------- | -------- | -------------------------------- | ------ |
| Гран-прі Угорщини з боротьби 2018                              | Угорщина | греко-римська боротьба, до 87 кг | 9      |
| Олімпійський кваліфікаційний турнір з боротьби 2020 (Будапешт) | Угорщина | греко-римська боротьба, до 97 кг | Бронза |
| Олімпійський кваліфікаційний турнір з боротьби 2020 (Софія)    | Угорщина | греко-римська боротьба, до 97 кг | Золото |
| Турнір Вехбі Емре і Гаміта Каплана 2021                        | Угорщина | греко-римська боротьба, до 97 кг | Срібло |
| Меморіал Маттео Пелліконе 2022                                 | Угорщина | греко-римська боротьба, до 97 кг | Бронза |
| Кубок Владислава Пітласинські 2022                             | Угорщина | греко-римська боротьба, до 97 кг | Бронза |
| Відкритий чемпіонат Загреба з боротьби 2023                    | Угорщина | греко-римська боротьба, до 97 кг | 21     |
| Тор Мастерс 2023                                               | Угорщина | греко-римська боротьба, до 97 кг | Срібло |

### Виступи на змаганнях молодших вікових груп
| Змагання                                       | Збірна   | Вагова категорія                 | Місце  |
| ---------------------------------------------- | -------- | -------------------------------- | ------ |
| Чемпіонат Європи з боротьби серед кадетів 2016 | Угорщина | греко-римська боротьба, до 85 кг | 13     |
| Чемпіонат світу з боротьби серед кадетів 2016  | Угорщина | греко-римська боротьба, до 85 кг | Золото |
| Чемпіонат Європи з боротьби серед кадетів 2017 | Угорщина | греко-римська боротьба, до 85 кг | Золото |
| Чемпіонат світу з боротьби серед кадетів 2017  | Угорщина | греко-римська боротьба, до 85 кг | Бронза |
| Чемпіонат Європи з боротьби серед юніорів 2018 | Угорщина | греко-римська боротьба, до 87 кг | Срібло |
| Чемпіонат світу з боротьби серед юніорів 2018  | Угорщина | греко-римська боротьба, до 87 кг | 7      |
| Чемпіонат Європи з боротьби серед юніорів 2019 | Угорщина | греко-римська боротьба, до 97 кг | Золото |
| Чемпіонат світу з боротьби серед юніорів 2019  | Угорщина | греко-римська боротьба, до 97 кг | 5      |
| Чемпіонат світу з боротьби серед молоді 2019   | Угорщина | греко-римська боротьба, до 97 кг | 9      |
| Чемпіонат світу з боротьби серед молоді 2022   | Угорщина | греко-римська боротьба, до 97 кг | Золото |
| Чемпіонат Європи з боротьби серед молоді 2023  | Угорщина | греко-римська боротьба, до 97 кг | Срібло |